# Жаси (Сан-Паулу)
Жаси (порт. Jaci)  —  муниципалитет в Бразилии, входит в штат Сан-Паулу. Составная часть мезорегиона Сан-Жозе-ду-Риу-Прету. Входит в экономико-статистический  микрорегион Сан-Жозе-ду-Риу-Прету. Население составляет 4767 человек на 2006 год. Занимает площадь 144,441 км². Плотность населения — 33,0 чел./км².

## Статистика
- Валовой внутренний продукт на 2003 составляет 73.653.565,00 реалов (данные: Бразильский институт географии и статистики).
- Валовой внутренний продукт на душу населения на 2003 составляет 16.481,00 реалов (данные: Бразильский институт географии и статистики).
- Индекс развития человеческого потенциала на 2000 составляет 0,781 (данные: Программа развития ООН).